# سیارک ۲۳۲۴۸
سیارک ۲۳۲۴۸ (به انگلیسی: 23248 Batchelor، نامگذاری:2000WW178) بیست و سه هزار و دویست و چهل و هشتمین سیارک کشف شده‌است که در ۲۵ نوامبر ۲۰۰۰ کشف شد.
قدر مطلق سیارک برابر ۱۷.۰ است.